# مولن
مولن (بالفرنسية: Melun)‏ هي مدينة تابعة للإقليم  السين ومارن 77  (بالفرنسية: Seine-et-Marne)‏ في المنطقة إيل دي فرانس.

## المناخ
يظهر الجدول التالي التغييرات المناخية على مدار السنة لمولن:
| البيانات المناخية لـمولن                       | البيانات المناخية لـمولن | البيانات المناخية لـمولن | البيانات المناخية لـمولن | البيانات المناخية لـمولن | البيانات المناخية لـمولن | البيانات المناخية لـمولن | البيانات المناخية لـمولن | البيانات المناخية لـمولن | البيانات المناخية لـمولن | البيانات المناخية لـمولن | البيانات المناخية لـمولن | البيانات المناخية لـمولن | البيانات المناخية لـمولن |
| الشهر                                          | يناير                    | فبراير                   | مارس                     | أبريل                    | مايو                     | يونيو                    | يوليو                    | أغسطس                    | سبتمبر                   | أكتوبر                   | نوفمبر                   | ديسمبر                   | المعدل السنوي            |
| ---------------------------------------------- | ------------------------ | ------------------------ | ------------------------ | ------------------------ | ------------------------ | ------------------------ | ------------------------ | ------------------------ | ------------------------ | ------------------------ | ------------------------ | ------------------------ | ------------------------ |
| الدرجة القصوى °م (°ف)                          | 16.9 (62.4)              | 21.2 (70.2)              | 25.6 (78.1)              | 29.5 (85.1)              | 31.2 (88.2)              | 36.8 (98.2)              | 39.4 (102.9)             | 38.9 (102.0)             | 33.8 (92.8)              | 29.4 (84.9)              | 22.1 (71.8)              | 17.6 (63.7)              | 39.4 (102.9)             |
| متوسط درجة الحرارة الكبرى °م (°ف)              | 6.4 (43.5)               | 7.8 (46.0)               | 12.0 (53.6)              | 15.3 (59.5)              | 19.3 (66.7)              | 22.5 (72.5)              | 25.2 (77.4)              | 25.0 (77.0)              | 21.1 (70.0)              | 16.2 (61.2)              | 10.3 (50.5)              | 6.8 (44.2)               | 15.7 (60.3)              |
| متوسط درجة الحرارة الصغرى °م (°ف)              | 1.0 (33.8)               | 1.0 (33.8)               | 3.1 (37.6)               | 5.0 (41.0)               | 8.8 (47.8)               | 11.6 (52.9)              | 13.5 (56.3)              | 13.2 (55.8)              | 10.4 (50.7)              | 7.8 (46.0)               | 3.9 (39.0)               | 1.8 (35.2)               | 6.8 (44.2)               |
| أدنى درجة حرارة °م (°ف)                        | −19.8 (−3.6)             | −19.7 (−3.5)             | −10.3 (13.5)             | −4.6 (23.7)              | −2.1 (28.2)              | 1.6 (34.9)               | 4.0 (39.2)               | 3.5 (38.3)               | 0.4 (32.7)               | −4.8 (23.4)              | −9.3 (15.3)              | −14.8 (5.4)              | −19.8 (−3.6)             |
| الهطول مم (إنش)                                | 55.1 (2.17)              | 47.6 (1.87)              | 51.0 (2.01)              | 53.7 (2.11)              | 64.6 (2.54)              | 53.9 (2.12)              | 61.3 (2.41)              | 53.4 (2.10)              | 56.1 (2.21)              | 63.6 (2.50)              | 55.2 (2.17)              | 61.4 (2.42)              | 676.9 (26.65)            |
| متوسط أيام هطول الأمطار                        | 11.0                     | 9.9                      | 10.6                     | 9.8                      | 10.8                     | 8.7                      | 8.2                      | 7.8                      | 8.4                      | 9.9                      | 10.6                     | 11.4                     | 117.2                    |
| متوسط الرطوبة النسبية (%)                      | 88                       | 83                       | 79                       | 73                       | 75                       | 74                       | 73                       | 74                       | 78                       | 85                       | 88                       | 89                       | 79.9                     |
| ساعات سطوع الشمس الشهرية                       | 62.6                     | 79.6                     | 136.5                    | 178.3                    | 211.7                    | 226.5                    | 229.3                    | 221.7                    | 174.8                    | 118.0                    | 65.4                     | 48.2                     | 1٬752٫5                  |
| المصدر #1: Météo France                        |                          |                          |                          |                          |                          |                          |                          |                          |                          |                          |                          |                          |                          |
| المصدر #2: Infoclimat.fr (humidity, 1961–1990) |                          |                          |                          |                          |                          |                          |                          |                          |                          |                          |                          |                          |                          |

## توأمة
لمولن اتفاقيات توأمة مع كل من:
- كريما
- شتوتغارت (1985 - )
- Borough of Spelthorne [الإنجليزية]‏
- أويدا [الإنجليزية]‏

## أعلام
- ويلي بولي
- جاك أميوت
- أوتو الرابع، كونت بورغندي
- سمير بلوفة
- ريناود كونين
- خافير يجراند
- باول فينكلر
- بلانكا القشتالية
- فيليب الأول ملك فرنسا
- كونستانس من آرل